# Jaime Sánchez Romeralo
Jaime Sánchez Romeralo (1921 - Madrid, 19 de enero de 1997) fue un romanista español.

## Biografía
Doctor en Filología Románica, fue profesor del Instituto Ramiro de Maeztu de Madrid y catedrático de literatura española en la Universidad de Nimega, y también estuvo en la Universidad de California. Fue miembro de la Academia de Bellas Artes y Ciencias Históricas de Toledo desde 1985. Junto con Norbert Poulussen dirigió la publicación de las Actas del II Congreso de la Asociación Internacional de Hispanistas (1965). Estudió fundamentalmente la poesía lírica del Renacimiento (Garcilaso de la Vega), el Barroco (Lope de Vega) y el Modernismo (Juan Ramón Jiménez, Rubén Darío), con particular preferencia por autores toledanos como Alonso de Villegas o José de Valdivieso, o libros que tuvieron que ver allí (Lazarillo de Tormes).